# Haiivka, Rozdilna
Haiivka (în ucraineană Гаївка) este un sat în comuna Stepanivka din raionul Rozdilna, regiunea Odesa, Ucraina.

## Demografie
Componența lingvistică a localității Haiivka
     Ucraineană (85,42%)
     Rusă (9,49%)
     Română (1,53%)
Conform recensământului din 2001, majoritatea populației localității Haiivka era vorbitoare de ucraineană (85,42%), existând în minoritate și vorbitori de rusă (9,49%) și română (1,53%).